# Blommossor
Blommossor (Schistidium) är ett släkte av bladmossor. Blommossor ingår i familjen Grimmiaceae.

## Bildgalleri

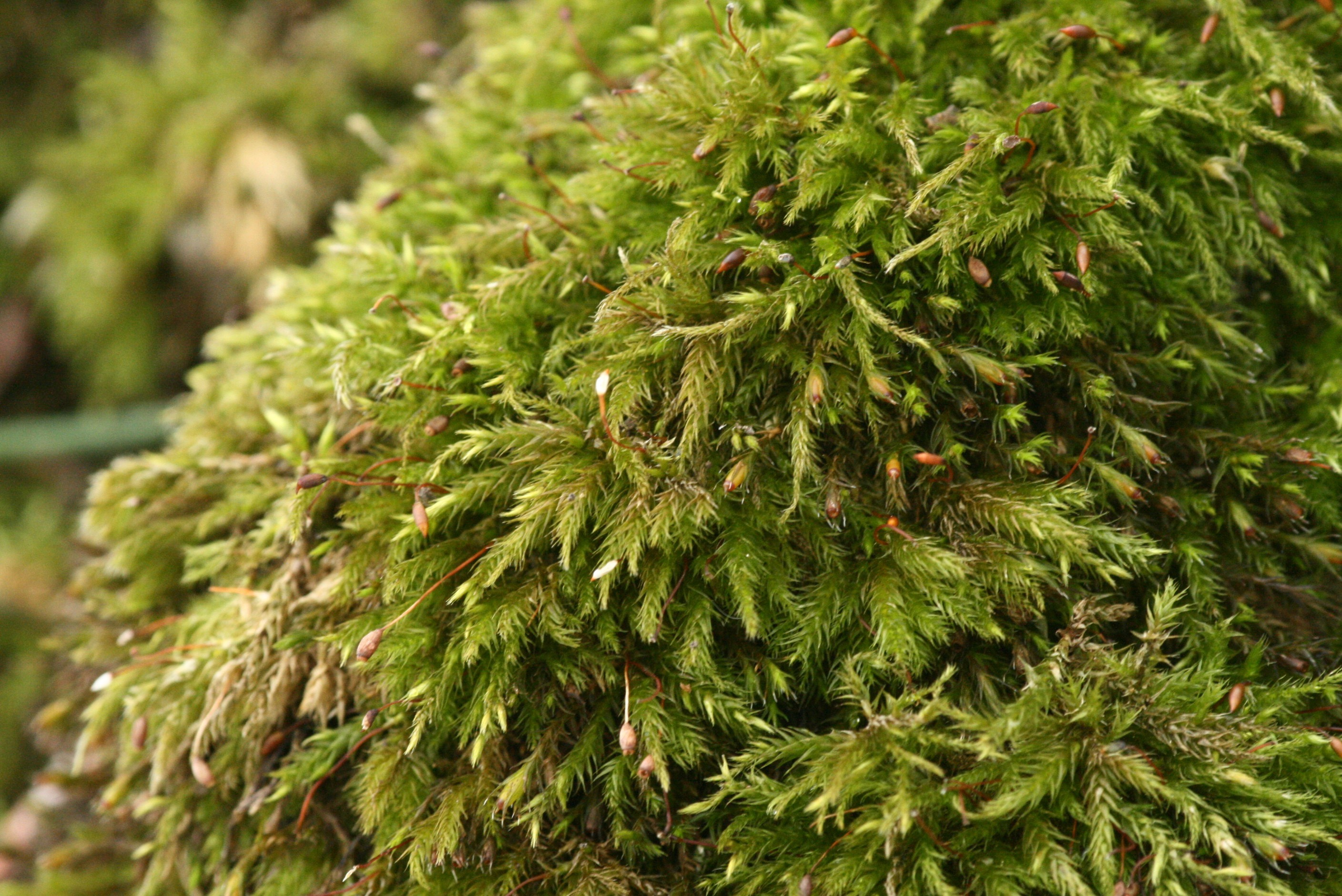
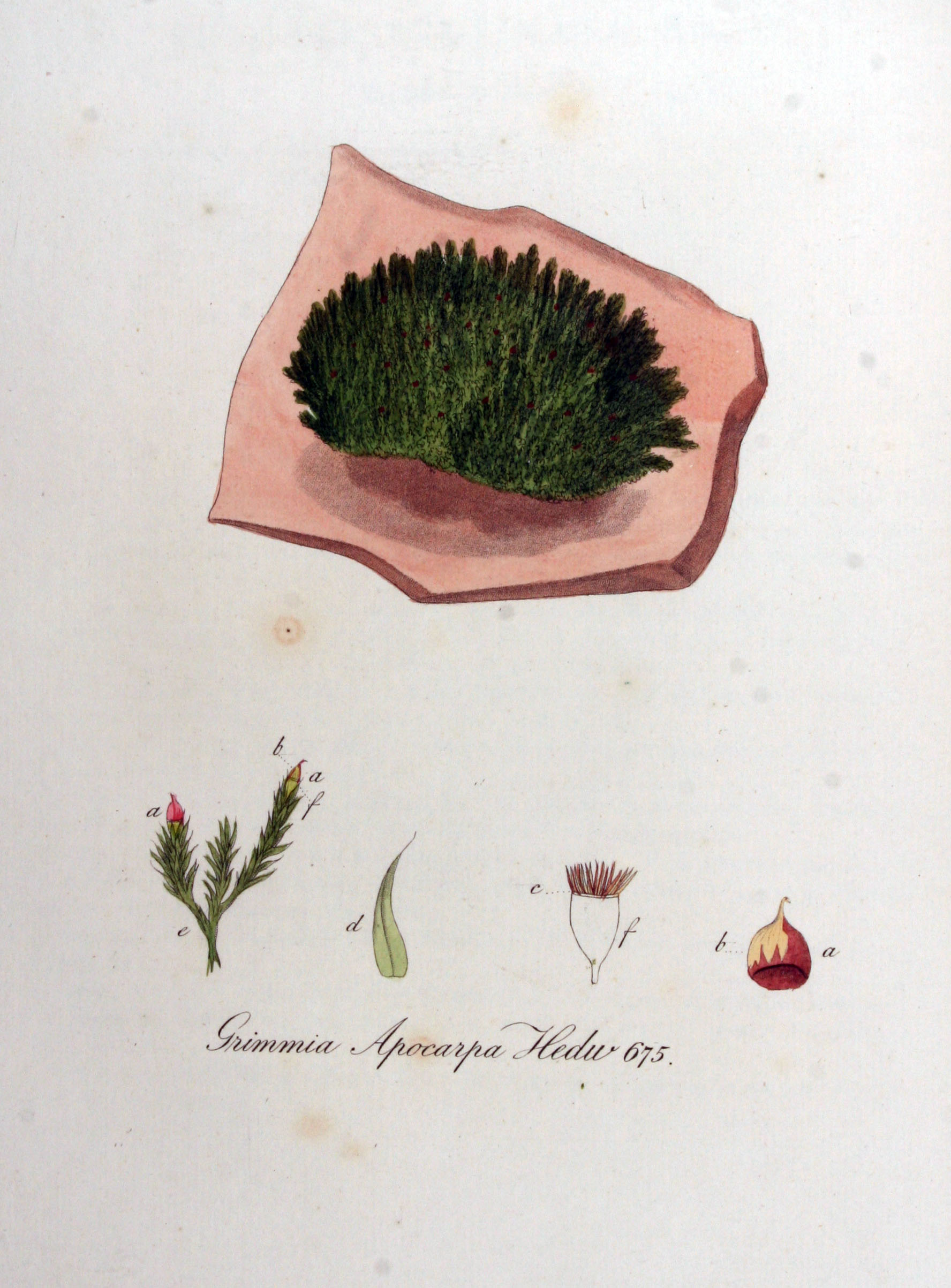
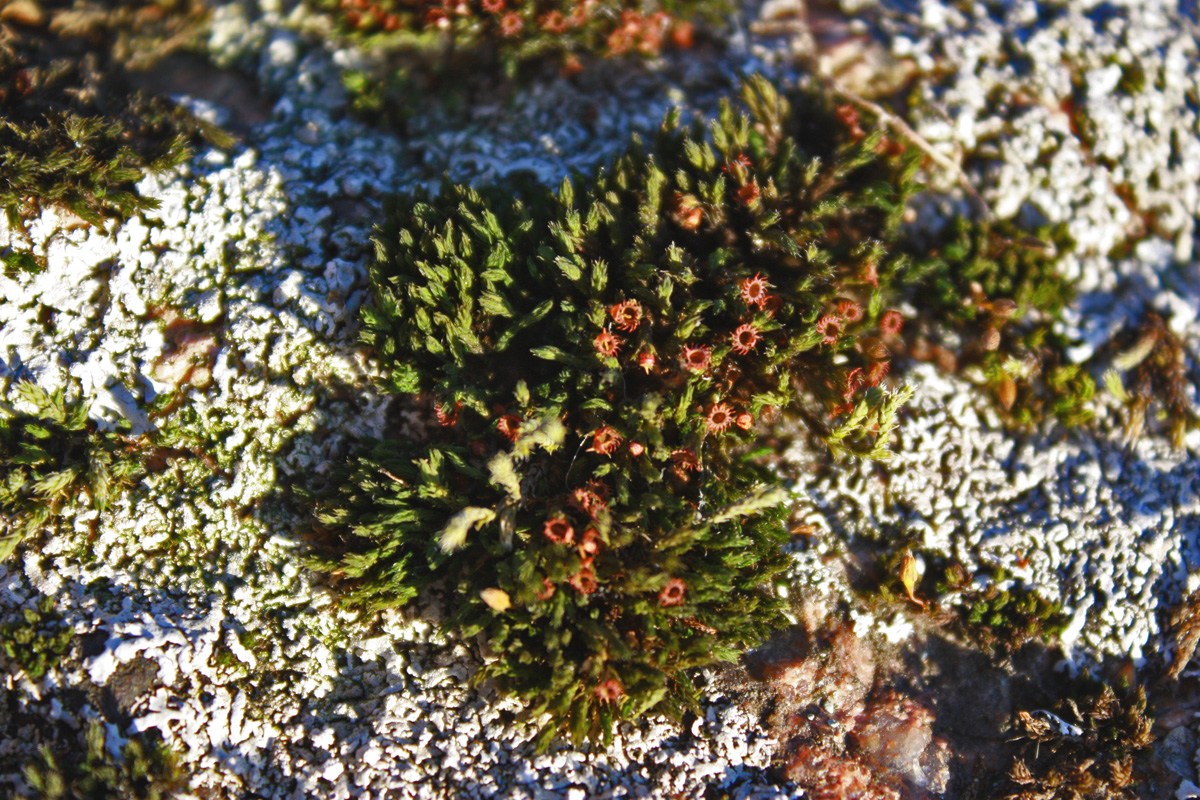
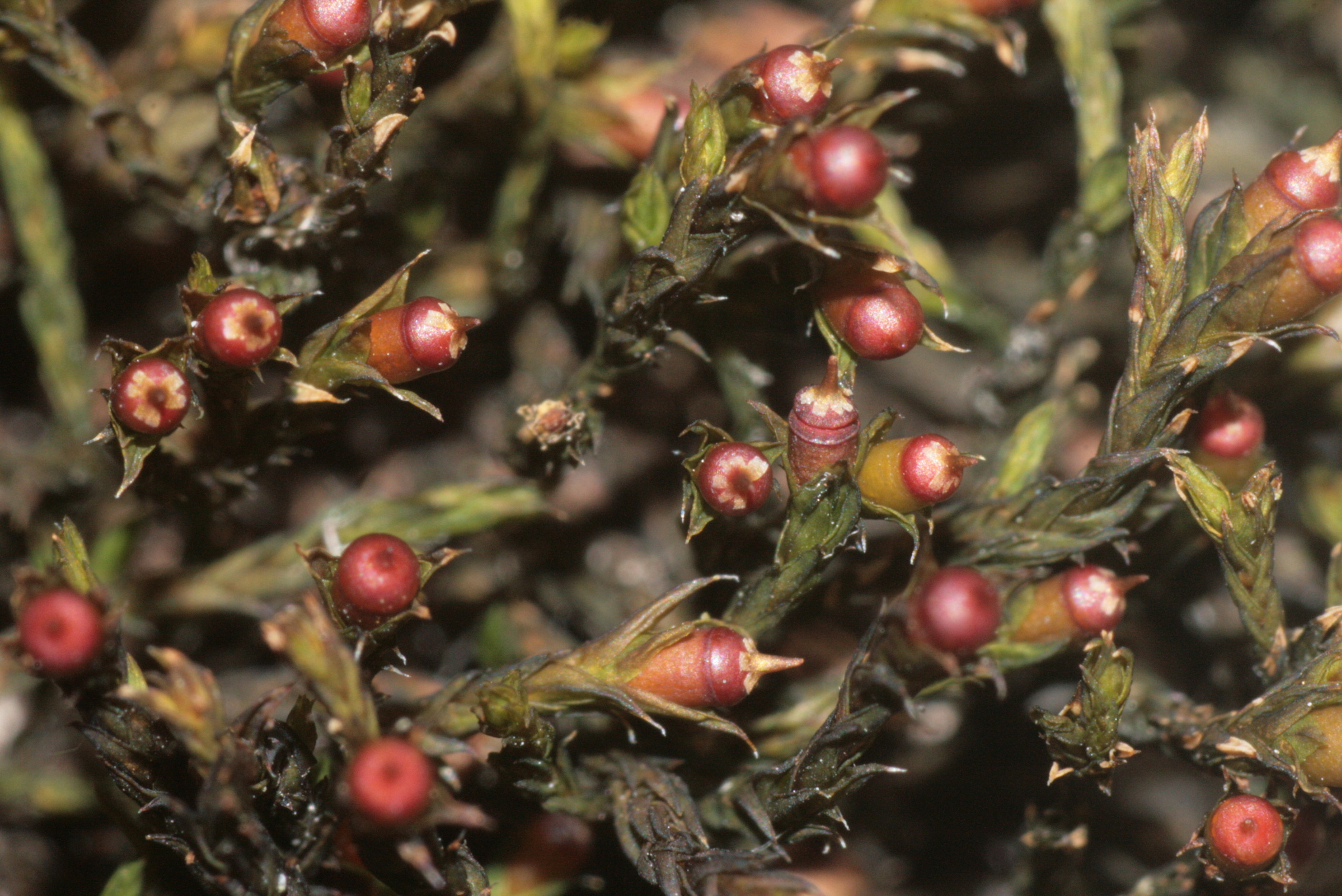
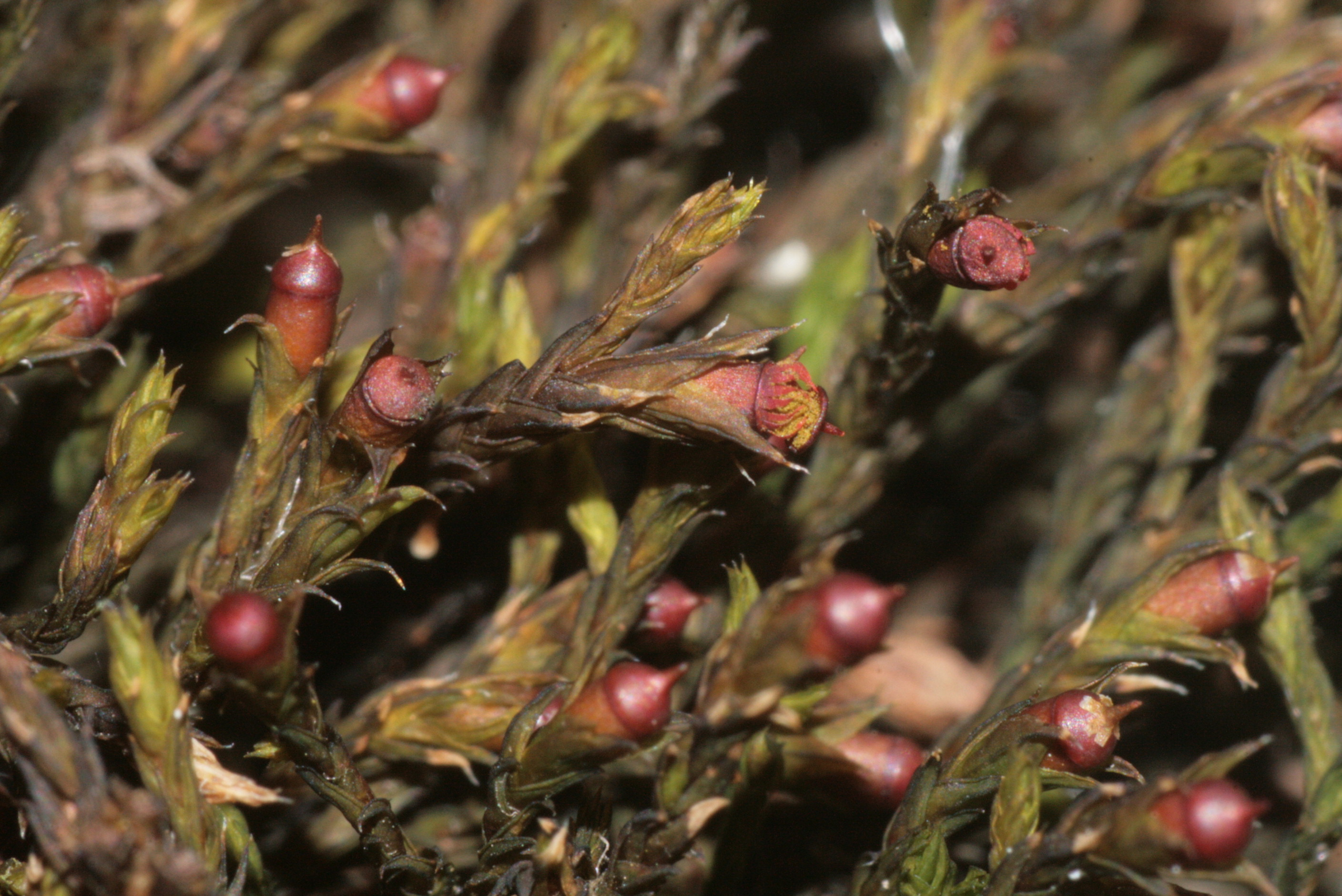
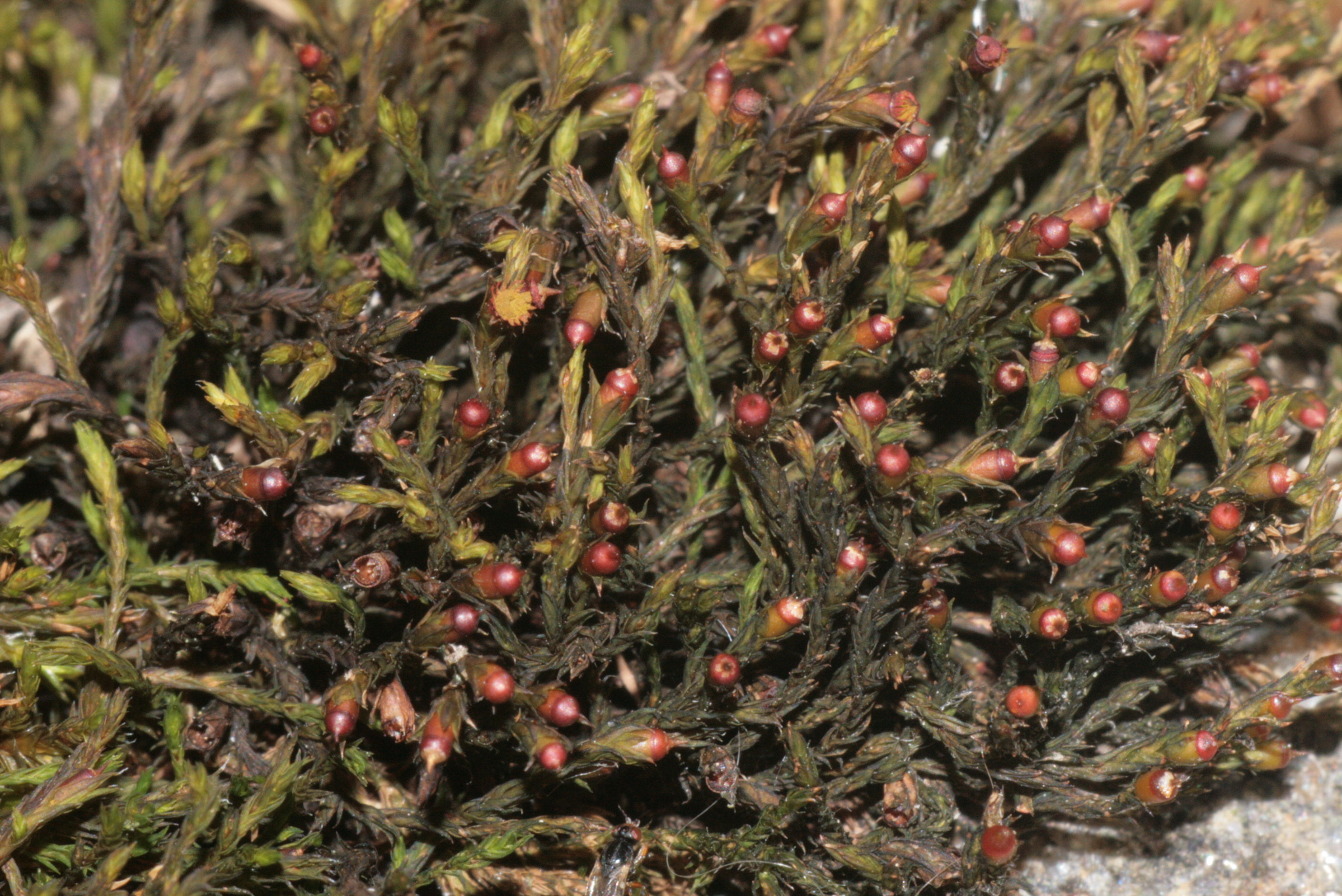

## Dottertaxa till Blommossor, i alfabetisk ordning[1][2]
- Schistidium agassizii
- Schistidium alpicola
- Schistidium amblyophyllum
- Schistidium andreaeopsis
- Schistidium angustissimum
- Schistidium angustum
- Schistidium antarctici
- Schistidium apocarpum
- Schistidium atrofuscum
- Schistidium boreale
- Schistidium brunnescens
- Schistidium bryhnii
- Schistidium celatum
- Schistidium chenii
- Schistidium chrysoneurum
- Schistidium cinclidodonteum
- Schistidium confertum
- Schistidium confusum
- Schistidium crassipilum
- Schistidium crenatum
- Schistidium cribrodontium
- Schistidium cryptocarpum
- Schistidium cupulare
- Schistidium donatii
- Schistidium dupretii
- Schistidium elegantulum
- Schistidium falcatum
- Schistidium fallax
- Schistidium flaccidum
- Schistidium flexipile
- Schistidium frigidum
- Schistidium frisvollianum
- Schistidium gracile
- Schistidium grandirete
- Schistidium halinae
- Schistidium helveticum
- Schistidium heterophyllum
- Schistidium holmenianum
- Schistidium hyalinocuspidatum
- Schistidium lancifolium
- Schistidium liliputanum
- Schistidium lineare
- Schistidium lorentzianum
- Schistidium maritimum
- Schistidium nodulosum
- Schistidium obtusifolium
- Schistidium occidentale
- Schistidium occultum
- Schistidium olivaceum
- Schistidium papillosum
- Schistidium perichaetiale
- Schistidium platyphyllum
- Schistidium poeltii
- Schistidium pruinosum
- Schistidium pulchrum
- Schistidium readeri
- Schistidium recurvum
- Schistidium rivulare
- Schistidium robustum
- Schistidium scabripes
- Schistidium scandicum
- Schistidium serratomucronatum
- Schistidium sordidum
- Schistidium squamatulum
- Schistidium steerei
- Schistidium stirlingii
- Schistidium streptophyllum
- Schistidium strictum
- Schistidium subconfertum
- Schistidium subjulaceum
- Schistidium submuticum
- Schistidium subpraemorsum
- Schistidium syntrichiaceum
- Schistidium tenerum
- Schistidium torreyanum
- Schistidium trichodon
- Schistidium truncatoapocarpum
- Schistidium umbrosum
- Schistidium urnulaceum
- Schistidium venetum
- Schistidium yaulense